# Labdarúgás az 1960. évi nyári olimpiai játékokon
Az 1960. évi nyári olimpiai játékokon a labdarúgótornát augusztus 26. és szeptember 10. között rendezték. A magyar labdarúgó-válogatott bronzérmes lett.

## Éremtáblázat
(Magyarország csapata eltérő háttérszínnel, az egyes számoszlopok legmagasabb értéke, vagy értékei vastagítással kiemelve.)
| Az 1960. évi nyári olimpiai játékok éremtáblázata labdarúgásban | Az 1960. évi nyári olimpiai játékok éremtáblázata labdarúgásban | Az 1960. évi nyári olimpiai játékok éremtáblázata labdarúgásban | Az 1960. évi nyári olimpiai játékok éremtáblázata labdarúgásban | Az 1960. évi nyári olimpiai játékok éremtáblázata labdarúgásban | Olimpia  |
| --------------------------------------------------------------- | --------------------------------------------------------------- | --------------------------------------------------------------- | --------------------------------------------------------------- | --------------------------------------------------------------- | -------- |
|                                                                 | Ország                                                          | Arany                                                           | Ezüst                                                           | Bronz                                                           | Összesen |
| 1.                                                              | Jugoszlávia (YUG)                                               | 1                                                               | 0                                                               | 0                                                               | 1        |
| 2.                                                              | Dánia (DEN)                                                     | 0                                                               | 1                                                               | 0                                                               | 1        |
| 3.                                                              | Magyarország (HUN)                                              | 0                                                               | 0                                                               | 1                                                               | 1        |
|                                                                 |                                                                 |                                                                 |                                                                 |                                                                 |          |
| Összesen                                                        | Összesen                                                        | 1                                                               | 1                                                               | 1                                                               | 3        |

## Érmesek
(Magyarország csapata eltérő háttérszínnel kiemelve.)
| Az 1960. évi nyári olimpiai játékok érmesei labdarúgásban | Az 1960. évi nyári olimpiai játékok érmesei labdarúgásban | Az 1960. évi nyári olimpiai játékok érmesei labdarúgásban | Az 1960. évi nyári olimpiai játékok érmesei labdarúgásban |
| --- | --- | --- | --------------------------------------------------------- |
| Arany | Ezüst | Bronz |                                                           |
| Jugoszlávia (YUG) | Dánia (DEN) | Magyarország (HUN) |                                                           |
| Blagoja Vidinić Novak Roganović Fahrudin Jusufi Željko Perušić Vladimir Durković Ante Žanetić Andrija Anković Željko Matuš Milan Galić Tomislav Knez Bora Kostić Milutin Šoškić Velimir Sombolac Aleksandar Kozlina Silvester Takač Dušan Maravić | Henry From Poul Andersen Poul Jensen Bent Hansen Hans Christian Nielsen Flemming Nielsen Poul Pedersen Tommy Troelsen Harald Nielsen Henning Enoksen Jørn Sørensen John Danielsen | Albert Flórián Dalnoki Jenő Dudás Zoltán Dunai János Faragó Lajos Göröcs János Kovács Ferenc Novák Dezső Orosz Pál Pál Tibor Rákosi Gyula Sátori Imre Solymosi Ernő Török Gábor Várhidi Pál Vilezsál OszkárSzövetségi kapitány: Volentik Béla |                                                           |

## Helyszínek
| Város    | Stadion                |
| -------- | ---------------------- |
| Róma     | Stadio Flaminio        |
| Firenze  | Stadio Comunale        |
| Grosseto | Stadio Comunale        |
| Livorno  | Armando Picchi Stadion |
| Pescara  | Stadio Adriatico       |
| L’Aquila | Stadio Comunale        |
| Nápoly   | Stadio Fuorigrotta     |

## Eredmények

### Csoportkör
| Jelmagyarázat                                                   |
| --------------------------------------------------------------- |
| A csoportok első helyezettjei bejutottak az elődöntőbe.         |
| A csoportok második, harmadik és negyedik helyezettjei kiestek. |

#### A csoport
| Csapat                    | M | Gy | D | V | G+ | G– | Gk | P |
| ------------------------- | - | -- | - | - | -- | -- | -- | - |
| Jugoszlávia               | 3 | 2  | 1 | 0 | 13 | 4  | +9 | 5 |
| Bulgária                  | 3 | 2  | 1 | 0 | 8  | 3  | +5 | 5 |
| Egyesült Arab Köztársaság | 3 | 0  | 1 | 2 | 4  | 11 | –7 | 1 |
| Törökország               | 3 | 0  | 1 | 2 | 3  | 10 | –7 | 1 |

| 1960. augusztus 26. 21:00 |

| Bulgária (BUL)         | 3–0               | Törökország |
| ---------------------- | ----------------- | ----------- |
| Diev 13' 58' Iliev 67' | (1–0) Jegyzőkönyv |             |

| Grosseto Nézőszám: 3 000 Játékvezető: Jonni (olasz) |

| 1960. augusztus 26. 21:00 |

| Jugoszlávia (YUG)                                                 | 6–1               | Egyesült Arab Köztársaság |
| ----------------------------------------------------------------- | ----------------- | ------------------------- |
| Rifai 3' (öngól) Galić 30' (11-esből) Kostić 32' 61' 63' Knez 49' | (3–0) Jegyzőkönyv | Attia 72'                 |

| Pescara Játékvezető: Leafe (brit) |

| 1960. augusztus 29. 16:00 |

| Bulgária (BUL)           | 2–0               | Egyesült Arab Köztársaság |
| ------------------------ | ----------------- | ------------------------- |
| Y. Naydenov 42' Diev 88' | (1–0) Jegyzőkönyv |                           |

| L’Aquila Nézőszám: 3 500 Játékvezető: Helge (dán) |

| 1960. augusztus 29. 21:00 |

| Jugoszlávia (YUG)                 | 4–0               | Törökország |
| --------------------------------- | ----------------- | ----------- |
| Kostić 10' 89' Galić 46' Knez 61' | (1–0) Jegyzőkönyv |             |

| Firenze Játékvezető: Orlandini (olasz) |

| 1960. szeptember 1. 21:00 |

| Törökország (TUR)                   | 3–3               | Egyesült Arab Köztársaság |
| ----------------------------------- | ----------------- | ------------------------- |
| Tarhan 15' Köken 30' Yalçınkaya 69' | (2–1) Jegyzőkönyv | Attia 10' Qotb 58' 65'    |

| Livorno Játékvezető: van Nuffel (belga) |

| 1960. szeptember 1. 21:00 |

| Bulgária (BUL)                | 3–3               | Jugoszlávia       |
| ----------------------------- | ----------------- | ----------------- |
| Kovacsev 59' Debarski 81' 89' | (0–0) Jegyzőkönyv | Galić 49' 57' 69' |

| Róma Nézőszám: 15 000 Játékvezető: Jonni (olasz) |

#### B csoport
| Csapat            | M | Gy | D | V | G+ | G– | Gk | P |
| ----------------- | - | -- | - | - | -- | -- | -- | - |
| Olaszország       | 3 | 2  | 1 | 0 | 9  | 4  | +5 | 5 |
| Brazília          | 3 | 2  | 0 | 1 | 10 | 6  | +4 | 4 |
| Nagy-Britannia    | 3 | 1  | 1 | 1 | 8  | 8  | 0  | 3 |
| Kínai Köztársaság | 3 | 0  | 0 | 3 | 3  | 12 | –9 | 0 |

| 1960. augusztus 26. 21:00 |

| Brazília (BRA)                        | 4–3               | Nagy-Britannia          |
| ------------------------------------- | ----------------- | ----------------------- |
| Gérson 2' China 61' 72' Wanderley 64' | (1–1) Jegyzőkönyv | Brown 32' 87' Lewis 47' |

| Livorno Játékvezető: Kandelbinder (nyugat-német) |

| 1960. augusztus 26. 21:00 |

| Olaszország (ITA)                       | 4–1               | Kínai Köztársaság |
| --------------------------------------- | ----------------- | ----------------- |
| Rivera 10' 33' Fanello 49' Tomeazzi 67' | (2–1) Jegyzőkönyv | Mok Chun Wah 29'  |

| Nápoly Játékvezető: Helge (dán) |

| 1960. augusztus 29. 16:00 |

| Brazília (BRA)                          | 5–0               | Kínai Köztársaság |
| --------------------------------------- | ----------------- | ----------------- |
| Gérson 13' 16' 47' Roberto Dias 73' 87' | (2–0) Jegyzőkönyv |                   |

| Róma Játékvezető: Erlich (jugoszláv) |

| 1960. augusztus 29. 21:00 |

| Olaszország (ITA) | 2–2               | Nagy-Britannia      |
| ----------------- | ----------------- | ------------------- |
| Rossano 11' 55'   | (1–1) Jegyzőkönyv | Brown 23' Hasty 75' |

| Róma Játékvezető: van Nuffel (belga) |

| 1960. szeptember 1. 21:00 |

| Olaszország (ITA)          | 3–1               | Brazília  |
| -------------------------- | ----------------- | --------- |
| Rivera 69' Rossano 70' 86' | (0–1) Jegyzőkönyv | Waldir 4' |

| Firenze Játékvezető: Schwinte (francia) |

| 1960. szeptember 1. 21:00 |

| Nagy-Britannia (GBR)          | 3–2               | Kínai Köztársaság     |
| ----------------------------- | ----------------- | --------------------- |
| Lewis 35' Brown 58' Hasty 85' | (1–0) Jegyzőkönyv | Yiu Cheuk Yin 70' 88' |

| Grosseto Játékvezető: Kandelbinder (nyugat-német) |

#### C csoport
| Csapat        | M | Gy | D | V | G+ | G– | Gk | P |
| ------------- | - | -- | - | - | -- | -- | -- | - |
| Dánia         | 3 | 3  | 0 | 0 | 8  | 4  | +4 | 6 |
| Argentína     | 3 | 2  | 0 | 1 | 6  | 4  | +2 | 4 |
| Lengyelország | 3 | 1  | 0 | 2 | 7  | 5  | +2 | 2 |
| Tunézia       | 3 | 0  | 0 | 3 | 3  | 11 | –8 | 0 |

| 1960. augusztus 26. 21:00 |

| Dánia (DEN)                         | 3–2               | Argentína               |
| ----------------------------------- | ----------------- | ----------------------- |
| Sørensen 31' Harald Nielsen 46' 85' | (1–1) Jegyzőkönyv | Oleniak 20' Bilardo 88' |

| Róma Játékvezető: Liverani (olasz) |

| 1960. augusztus 26. 16:00 |

| Lengyelország (POL)                  | 6–1               | Tunézia   |
| ------------------------------------ | ----------------- | --------- |
| Pohl 7' 40' 42' 84' 89' Hachorek 67' | (3–1) Jegyzőkönyv | Kerrit 3' |

| Róma Nézőszám: 3 000 Játékvezető: Lo Bello (olasz) |

| 1960. augusztus 29. 21:00 |

| Dánia (DEN)                     | 2–1               | Lengyelország |
| ------------------------------- | ----------------- | ------------- |
| Harald Nielsen 15' Pedersen 86' | (1–0) Jegyzőkönyv | Gadecki 62'   |

| Livorno Nézőszám: 3 700 Játékvezető: Lo Bello (olasz) |

| 1960. augusztus 29. 21:00 |

| Argentína (ARG) | 2–1               | Tunézia    |
| --------------- | ----------------- | ---------- |
| Oleniak 15' 82' | (1–1) Jegyzőkönyv | Kerrit 25' |

| Pescara Játékvezető: Zsolt (magyar) |

| 1960. szeptember 1. 21:00 |

| Argentína (ARG)       | 2–0               | Lengyelország |
| --------------------- | ----------------- | ------------- |
| Oleniak 38' Pérez 55' | (1–0) Jegyzőkönyv |               |

| Nápoly Nézőszám: 10 000 Játékvezető: S. Garan (török) |

| 1960. szeptember 1. 16:00 |

| Dánia (DEN)                           | 3–1               | Tunézia    |
| ------------------------------------- | ----------------- | ---------- |
| F. Nielsen 24' Harald Nielsen 27' 88' | (2–0) Jegyzőkönyv | Chérif 48' |

| L’Aquila Nézőszám: 2 000 Játékvezető: Campanati (olasz) |

#### D csoport
| Csapat        | M | Gy | D | V | G+ | G– | Gk  | P |
| ------------- | - | -- | - | - | -- | -- | --- | - |
| Magyarország  | 3 | 3  | 0 | 0 | 15 | 3  | +12 | 6 |
| Franciaország | 3 | 1  | 1 | 1 | 3  | 9  | –6  | 3 |
| Peru          | 3 | 1  | 0 | 2 | 6  | 9  | –3  | 2 |
| India         | 3 | 0  | 1 | 2 | 3  | 6  | –3  | 1 |

| 1960. augusztus 26. 21:00 |

| Franciaország (FRA)      | 2–1               | Peru     |
| ------------------------ | ----------------- | -------- |
| Giamarchi 67' Quédec 90' | (0–1) Jegyzőkönyv | Uribe 1' |

| Firenze Játékvezető: Erlich (jugoszláv) |

| 1960. augusztus 26. 16:00 |

| Magyarország (HUN)    | 2–1               | India       |
| --------------------- | ----------------- | ----------- |
| Göröcs 23' Albert 56' | (1–0) Jegyzőkönyv | Balaram 79' |

| L’Aquila Játékvezető: Ben Saïd (tunéziai) |

| 1960. augusztus 29. 21:00 |

| Franciaország (FRA) | 1–1               | India        |
| ------------------- | ----------------- | ------------ |
| Coinçon 82'         | (0–0) Jegyzőkönyv | Banerjee 71' |

| Grosseto Játékvezető: Morgan (kanadai) |

| 1960. augusztus 29. 21:00 |

| Magyarország (HUN)                                 | 6–2               | Peru            |
| -------------------------------------------------- | ----------------- | --------------- |
| Albert 17' 87' Rákosi 27' Göröcs 33' Dunai 46' 63' | (3–1) Jegyzőkönyv | Ramirez 25' 79' |

| Nápoly Játékvezető: Bonetto (olasz) |

| 1960. szeptember 1. 21:00 |

| Peru (PER)                | 3–1               | India       |
| ------------------------- | ----------------- | ----------- |
| Nieri 27' 53' Iwasaki 85' | (1–0) Jegyzőkönyv | Balaram 88' |

| Pescara Játékvezető: Imam (egyesült arab emírségekbeli) |

| 1960. szeptember 1. 16:00 |

| Magyarország (HUN)                              | 7–0               | Franciaország |
| ----------------------------------------------- | ----------------- | ------------- |
| Albert 12' 85' Göröcs 34' 59' 77' Dunai 41' 79' | (3–0) Jegyzőkönyv |               |

| Róma Játékvezető: Orlandini (olasz) |

### Egyenes kieséses szakasz

#### Elődöntők
| 1960. szeptember 5. 21:00 |

| Olaszország (ITA) | 1–1 (h. u.)                 | Jugoszlávia |
| ----------------- | --------------------------- | ----------- |
| Tumburus 109'     | (0–0, 0–0, 0–0) Jegyzőkönyv | Galić 107'  |

| Nápoly Játékvezető: Kandlbinder (nyugat-német) |

| 1960. szeptember 6. 21:00 |

| Dánia (DEN)                    | 2–0               | Magyarország |
| ------------------------------ | ----------------- | ------------ |
| Harald Nielsen 19' Enoksen 81' | (1–0) Jegyzőkönyv |              |

| Róma Nézőszám: 10 000 Játékvezető: Leafe (brit) |

#### Bronzmérkőzés
| 1960. szeptember 9. 21:00 |

| Magyarország (HUN)  | 2–1               | Olaszország  |
| ------------------- | ----------------- | ------------ |
| Orosz 32' Dunai 69' | (1–0) Jegyzőkönyv | Tomeazzi 84' |

| Róma Játékvezető: Leafe (brit) |

#### Döntő
| 1960. szeptember 10. 21:00 |

| Jugoszlávia (YUG)             | 3–1               | Dánia          |
| ----------------------------- | ----------------- | -------------- |
| Galić 1' Matuš 11' Kostić 69' | (2–0) Jegyzőkönyv | F. Nielsen 90' |

| Róma Nézőszám: 40 000 Játékvezető: Lo Bello (olasz) |

| Az 1960. évi nyári olimpiai játékok férfi labdarúgótornájának olimpiai bajnoka |
| · JUGOSZLÁVIA · 1. cím                                                         |
| ------------------------------------------------------------------------------ |

### Végeredmény
Az első négy helyezett utáni sorrend nem tekinthető hivatalosnak, mivel ezekért a helyekért nem játszottak mérkőzéseket. Ezért e helyezések meghatározása a következők szerint történt:
1. több szerzett pont
2. jobb gólkülönbség
3. több szerzett gól

| Helyezés | Csapat                          | M | Gy | D | V | G+ | G– | Gk  | P |
| -------- | ------------------------------- | - | -- | - | - | -- | -- | --- | - |
| Arany    | Jugoszlávia (YUG)               | 5 | 4  | 1 | 0 | 17 | 6  | +11 | 9 |
| Ezüst    | Dánia (DEN)                     | 5 | 4  | 0 | 1 | 11 | 7  | +4  | 8 |
| Bronz    | Magyarország (HUN)              | 5 | 4  | 0 | 1 | 17 | 6  | +11 | 8 |
| 4.       | Olaszország (ITA)               | 5 | 2  | 1 | 2 | 11 | 7  | +4  | 5 |
|          |                                 |   |    |   |   |    |    |     |   |
| 5.       | Bulgária (BUL)                  | 3 | 2  | 1 | 0 | 8  | 3  | +5  | 5 |
| 6.       | Brazília (BRA)                  | 3 | 2  | 0 | 1 | 10 | 6  | +4  | 4 |
| 7.       | Argentína (ARG)                 | 3 | 2  | 0 | 1 | 6  | 4  | +2  | 4 |
| 8.       | Nagy-Britannia (GBR)            | 3 | 1  | 1 | 1 | 8  | 8  | 0   | 3 |
| 9.       | Franciaország (FRA)             | 3 | 1  | 1 | 1 | 3  | 9  | –6  | 3 |
| 10.      | Lengyelország (POL)             | 3 | 1  | 0 | 2 | 7  | 5  | +2  | 2 |
| 11.      | Peru (PER)                      | 3 | 1  | 0 | 2 | 6  | 9  | –3  | 2 |
| 12.      | India (IND)                     | 3 | 0  | 1 | 2 | 3  | 6  | –3  | 1 |
| 13.      | Egyesült Arab Köztársaság (RAU) | 3 | 0  | 1 | 2 | 4  | 11 | –7  | 1 |
| 14.      | Törökország (TUR)               | 3 | 0  | 1 | 2 | 3  | 10 | –7  | 1 |
| 15.      | Tunézia (TUN)                   | 3 | 0  | 0 | 3 | 3  | 11 | –8  | 0 |
| 16.      | Kínai Köztársaság (ROC)         | 3 | 0  | 0 | 3 | 3  | 12 | –9  | 0 |